# Лиственничные насаждения имени К. Ф. Тюрмера в Порецком лесничестве
Лиственничные насаждения имени К. Ф. Тюрмера в Порецком лесничестве — государственный природный заказник (комплексный) регионального (областного) значения Московской области, целью которого является сохранение ненарушенных природных комплексов, их компонентов в естественном состоянии; сохранение и демонстрация уникальных памятников лесокультурной деятельности; восстановление естественного состояния нарушенных природных комплексов, поддержание экологического баланса. Заказник предназначен для:
- сохранения и восстановления природных комплексов;
- сохранения уникальных памятников лесокультурной деятельности и образцов интродукции западноевропейских и сибирских древесных пород, связанных с деятельностью выдающегося лесовода К. Ф. Тюрмера;
- сохранения местообитаний редких видов растений, лишайников, грибов и животных;
- ведения мониторинга объектов животного и растительного мира, занесённых в Красную книгу Московской области;
- обеспечения выполнения научно-исследовательских работ по изучению объектов особой охраны заказника.

Заказник основан в 1966 году. Местонахождение: Московская область, Можайский городской округ. Заказник состоит из семи участков: участок 1 заказника занимает кварталы 210, 211, 213, 214 Порецкого участкового лесничества Бородинского лесничества и расположен в 0,5 км к западу от деревни Глядково; участок 2 занимает квартал 202 и расположен в 0,3 км к западу от села Поречье на правом берегу реки Иночь; участок 3 занимает квартал 83 и расположен в 1 км к западу от деревни Заслонино; участок 4 занимает квартал 160 и расположен в 1,5 км к северо-востоку от села Поречье; участок 5 занимает квартал 148 и расположен в 2,8 км к северо-востоку от села Поречье; участок 6 занимает квартал 121 и расположен в 2 км к юго-востоку от деревни Семейники; участок 7 занимает кварталы 111—115 и расположен в 1,1 км к северу от деревни Рысиха и в 0,9 км к западу от деревни Медвёдки Волоколамского городского округа. Площадь заказника составляет 475,02 га (участок 1 — 108,91 га, участок 2 — 66,16 га, участок 3 — 73,52 га, участок 4 — 39,58 га, участок 5 — 32,94 га, участок 6 — 25,46 га, участок 7 — 128,45 га). Заказник включает кварталы 83, 111—115, 121, 148, 160, 202, 210, 211, 213, 214 Порецкого участкового лесничества Бородинского лесничества.

## Описание
Территория заказника располагается в пределах Смоленско-Московской физико-географической провинции. В ландшафтном отношении все участки заказника входят в состав Москворецко-Рузского ландшафта холмистых и грядово-волнистых моренных равнин и слабоволнистых и плоских водно-ледниковых свежих, влажных и сырых равнин, расположенного к северу от реки Москвы.
Коренной фундамент местности представлен известняками и доломитами с прослоями глин среднего карбона и осложнен многочисленными флексурами и палеодолинами, в которых в период таяния московского ледника сосредотачивались водно-ледниковые потоки. Они сильно размыли морену и привели к накоплению значительной толщи водно-ледниковых, местами — озерно-ледниковых отложений.
Неоднородность литогенной основы обусловила высокую дробность ландшафтной структуры, вследствие чего в районе местонахождения заказника сформировались разные виды местностей — моренных, водно-ледниковых и долинно-зандровых.
Участок 1 заказника расположен на правобережье реки Песочни перед впадением её в реку Москву и относится к местности моренных равнин. Абсолютные высоты в пределах участка изменяются от 194 м над уровнем моря (меженный урез воды в реке Песочне) до 221 м над уровнем моря (склон равнины в западной части территории). Участок 1 включает приустьевой правобережный фрагмент долины Песочни с поймой и надпойменной террасой и прилегающий фрагмент моренной равнины. Фоновым урочищем выступает волнистая (с амплитудой высот 3—5 м) моренная равнина, осложненная холмами с плоскими и округлыми вершинами. Относительные высоты холмов достигают 10 м. Склоновые поверхности имеют крутизну до 5 градусов. Вдоль северной и южной границ участка пролегают две долины ручьев балочного типа.
Склон долины реки Песочни осложнен береговыми балками и полузадернованными оврагами. Вдоль склона долины проходит старинный насыпной вал высотой до 1,5 м. Под склоном вскрываются слабые сочения грунтовых вод.
Долина реки Песочни имеет трапецеидальную асимметричную форму. Высота крутых участков бортов долины — 4—5 м. Ширина правобережной поймы — до 50 м. Превышение поймы над руслом реки — до 2 м. Поверхности поймы и надпойменной террасы реки Песочни сложены песчано-супесчаными или суглинистыми отложениями соответственно аллювиального и древнеаллювиального генезиса. На пойме встречаются выходы на поверхность известняков карбона.
Волнистость определяет хорошо выраженную фациальную дифференциацию и пестроту увлажнения территории. Более повышенные участки сложены с поверхности относительно маломощными покровными суглинками, подстилаемыми московской мореной. В понижениях эти суглинки ложатся на водно-ледниковые отложения, которые в свою очередь подстилаются мореной.
Гидрологический сток на участке 1 заказника направлен в русло реки Песочни, протекающей вдоль восточной границы территории. Ширина русла реки — 4—8 м. Глубина — 0,3—0,5 м. Скорость течения — 0,1—0,3 м/с. Дно реки песчаное или суглинистое, местами каменистое.
Участок 2 относится к долинно-зандровой местности, равнинные поверхности которой сложены древнеаллювиально-водно-ледниковыми каменистыми суглинками и супесями с прослоями песков. В ландшафтной структуре участка выражены урочища долинного зандра, двух надпойменных террас и поймы реки Иночи. Абсолютные высоты территории изменяются от 193 до 220 м над уровнем моря.
Долина реки Иночь в районе участка 2 имеет трапецеидальную форму. Высота бортов долины достигает 7—8 м и более, крутизна склонов — от 15 градусов до 25 градусов. Пойменные поверхности сформировались на высотах от 0,3—0,8 м (низкая пойма) до 2—3 м (высокая пойма) над урезом воды в реке. Относительные высоты первой надпойменной террасы — 5—7 м. Правобережный коренной склон речной долины крутой — до 25 градусов, местами и более.
Гидрологический сток с территории участка 2 направлен в реку Иночь, протекающую вдоль восточной границы участка. Ширина русла Иночи достигает 12—15 м. Глубина водотока — 0,5—1,5 м. Дно реки песчаное или суглинистое, местами каменистое, у берегов часто заилено.
Участок 3 включает пологоволнистую поверхность моренной равнины на водоразделе рек Иночь и Песочня. Абсолютные высоты в границах участка — 223—234 м над уровнем моря. В пределах участка сформировались плосковершинные холмы высотой 3—4 м. Межхолмовые понижения часто занимают верховья эрозионных форм. Гидрологический сток участка 3 направлен в реку Иночь на севере и востоке участка, на юге — в реку Песочню.
Участок 4 находится в районе границы местностей долинного зандра и моренной равнины и имеет общий уклон к северу крутизной до 2—3 градусов. Абсолютные высоты в пределах участка составляют 216—221 м над уровнем моря. Основная волнистая поверхность с амплитудой рельефа до 2 м осложнена небольшими западинами и повышениями. Встречаются заплывшие понижения прямоугольной формы (длиной около 4 м, шириной 2 м) глубиной до 0,6 м (вероятно, бывшие землянки). Гидрологический сток территории направлен в левые притоки реки Иночь.
Участки 5 и 6 относятся к местности водно-ледниковых равнин. Абсолютные высоты на участке 5 составляют 225—236 м над уровнем моря, на участке 6 — 214—225 м над уровнем моря. Доминантным урочищем здесь является слабоволнистая поверхность водно-ледниковой равнины, сложенная с поверхности флювиогляциальными песками с прослоями суглинков и супесей. Переходы от более повышенных участков волнистой равнины к более пониженным постепенны, склоны пологие (1—3 градуса). Гидрологический сток Участков 5 и 6 направлен в левые притоки реки Иночь.
Участок 7 заказника также относится к местности водно-ледниковых равнин. Абсолютные высоты участка — 211—224 м над уровнем моря. В ландшафтной структуре территории преобладают фации выровненных поверхностей или слабо выраженных повышений. Слабоволнистую поверхность равнины осложняют неглубокие балки и лощины, через участок протекает небольшая река Колоповка. Ширина долины Колоповки — около 150 м. Гидрологический сток участка 7 направлен в реку Колоповку — приток реки Исконы (бассейн реки Москвы).
На территории заказника в пределах междуречных равнин преобладают дерново-подзолистые суглинистые почвы. Степень оподзоленности почв варьируется от слабо- до сильнооподзоленных, по механическому составу почвы преимущественно легко- и среднесуглинистые. На поймах рек Иночь и Песочня на аллювиальных отложениях образовались аллювиальные светлогумусовые почвы.

### Флора и растительность
Для растительности заказника характерны старовозрастные культуры лиственницы, сосны, ели кислично-зеленчуковые и редкотравные; естественные субнеморальные кислично-зеленчуковые и кислично-папоротниково-зеленчуковые еловые леса; склоновые елово-липовые леса с вязом кислично-широкотравные и папоротниково-широкотравные; пойменные сероольшаники влажнотравные, пойменные луга, низинные старичные болота, прибрежно-водная растительность реки Иночь. Значительные территории рядом с участками 4, 5, 6 и 8 в настоящее время представляют собой обширные вырубки, связанные с массовым повреждением старовозрастных еловых лесов и лесокультур короедом-типографом.
Плакоры и пологие склоны участка 1 заняты преимущественно старыми лесными культурами ели, лиственницы и сосны, преобразованными в процессе естественных смен. Наибольший интерес представляют лиственничные культуры с участием сосны и ели более чем 160-летнего возраста. В составе этих культур соотношение лиственницы, ели и сосны варьирует на разных участках. Высота старых лиственниц — до 30—35 м, диаметры стволов достигают 100—110 см, в среднем — 60—70 см. Высота старых елей и сосен более 25 м, диаметры стволов — 40—50 см. В насаждениях единично присутствуют клен платановидный (высотой до 10—15 м) и береза. В подросте единично встречается рябина и клен. В кустарниковом ярусе встречаются бузина, жимолость, на осветленных местах (вывалах) — малина. Проективное покрытие травяного яруса достигает 60—70 процентов. Преобладают хвощево-кисличные ассоциации, встречаются зеленчуково-кисличные и зеленчуковые. В травяном покрове доминируют кислица обыкновенная, хвощи луговой и лесной, довольно обильны зеленчук жёлтый, звездчатка дубравная, сныть обыкновенная, встречаются вейник тростниковидный, щитовники картузианский (игольчатый) и мужской, ожика волосистая, лютик кашубский, живучка ползучая, щучка, фиалка теневая, бор развесистый и печеночница благородная (занесена в Красную книгу Московской области). На участках вывалов разрастается крапива, чистец лесной, норичник шишковатый, чистотел большой. На стволах старых лиственниц и ветвях елей нередко встречаются редкие виды лишайников, занесенные в Красную книгу Московской области, — рамалина мучнистая, уснеи жестковолосатая и густобородая (нитчатая), бриории волосовидная и буроватая (сивоватая), а также гипогимния трубчатая (редкий и уязвимый вид, не включенный в Красную книгу Московской области, но нуждающийся на территории области в постоянном контроле и наблюдении).
Склоны долин водотоков и оврагов заняты ельниками с примесью березы и сосны травяными, травяно-кисличными и редкотравными. Высота елей более 20 м, диаметры стволов — 20—40 см (до 50 см). В подросте участвуют ель, рябина, клен, осина, на прибровочных участках встречается подрост дуба. Кустарники представлены единичными экземплярами лещины, жимолости лесной и куртинами малины в окнах. В травяном ярусе преобладает кислица, ей сопутствуют живучка ползучая, гравилат городской, звездчатка жестколистная, зеленчук жёлтый, яснотка крапчатая, щитовник картузианский, бор, мицелис стенной, чистотел большой, хвощ луговой, ожика волосистая, костяника, чистец лесной, крапива двудомная. На бровке склона долины притока реки Песочни пятнами растет осока волосистая.
Ельники на склоне к долине реки Москвы характеризуются примесью березы и сосны. В подросте участвуют ель, береза, дуб, вяз, рябина и единично сосна и лиственница. Кустарники представлены жимолостью лесной, крушиной ломкой, бересклетом бородавчатым, бузиной кистистой (красной). В травяном ярусе этих ельников нет четко выраженных доминантов. Отмечены злаково-разнотравные и травяные, в том числе сорнотравные, типы. Состав травостоя довольно пестрый, присутствуют ежа сборная, мятлик дубравный, пырей собачий, щучка дернистая, бор развесистый, щитовники картузианский и мужской, марьянник дубравный, чина весенняя, сныть обыкновенная, дудник лесной, лапчатка прямостоячая, буквица лекарственная, живучка ползучая, звездчатка дубравная, костяника, копытень европейский, золотарник обыкновенный, кислица обыкновенная, зеленчук жёлтый, яснотка крапчатая, будра плющевидная, чистотел большой, чесночница черешковая, мерингия трехжилковая, крапива двудомная, чистец лесной.
На террасе реки Песочни формируются разреженные осиново-березовые влажнотравно-разнотравные сообщества с подростом рябины, ольхи серой и ивы козьей. На стволах старых деревьев растет рамалина мучнистая.
На выположенном участке оползневой террасы реки Песочни отмечен ельник, пораженный короедом-типографом. На вывалах разрастаются малина и крапива. В сомкнутых участках обычны кислица, зеленчук, бор, пырейник собачий, звездчатка дубравная, живучка ползучая, чистец лесной, есть заросли сныти.
Долины притоков реки Песочни заняты разреженными сероольховыми лесами с единичной примесью ели и березы крупнотравными с влажнотравьем. Деревья перевиты хмелем. Кустарниковые ивы (пепельная) и крушина — единичны. В мощном травостое доминируют таволга вязолистная, крапива двудомная, тростник обыкновенный, кочедыжник женский. Им сопутствуют бодяк разнолистный, хвощ лесной, сныть, гравилат речной, звездчатка дубравная, чистец лесной, селезеночник и другие виды. В напочвенном покрове обильны мхи родов мниум и плагиомниум. На старой валежине найден ежовик коралловидный (занесен в Красную книгу Московской области).
В пойме реки Песочни произрастает сероольшаник ивняковый крупнотравный. Ольха достигает высоты 10 м, кустарниковые ивы — 3—4 м. Деревья перевиты хмелем. В травяном ярусе доминируют дудник лесной, крапива двудомная, таволга вязолистная, тростник южный, бодяк разнолистный. Присутствуют полынь обыкновенная, бодяк полевой, сныть обыкновенная и другие виды.
На участке 3 в квартале 202 Порецкого участкового лесничества Бородинского лесничества распространены субнеморальные кислично-папоротниково-широкотравные и таёжные чернично-мелкотравные с зелеными мхами еловые леса, старовозрастные лесокультуры лиственницы, а также производные осиново-березовые сообщества с подростом ели.
В средневозрастных склоновых лесах с близким залеганием водоупорного горизонта в условиях повышенного увлажнения на месте когда-то вырубленных насаждений активно возобновляется группами ель, береза, ива козья, а местами и дуб. Здесь на прогалинах много лугово-лесных видов (лапчатка калган, дудник лесной), щучки дернистой, зеленых таёжных мхов. На сухих ветвях берез встречаются лишайники — эверния многообразная и охраняемая в Московской области уснея жестковолосатая.
На более крутых склонах, спускающихся к реке, развиты елово-широколиственные леса с елью, липой и вязом, реже с участием дуба кустарниковые кислично-широкотравные. Диаметр стволов елей достигает 50—70 см, липы — 35 см. В подросте и втором древесном ярусе есть клен платановидный и пихта. Кустарниковый ярус образован лещиной, жимолостью лесной и бересклетом бородавчатым. Здесь также много печеночницы, осоки волосистой, медуницы неясной, пролесника многолетнего, а на валеже растет редкий охраняемый гриб — ежовик коралловидный.
На террасовидных уступах в нижней части склонов при переходе к высокой пойме в ельниках с рябиной и ольхой серой встречается печеночница благородная.
Склоны долины реки Иночь местами прорезаны глубоковрезанными оврагами, где растут еловые леса с участием липы кустарниковые кислично-зеленчуковые и кислично-папоротниково-зеленчуковые с медуницей, пролесником многолетним, осокой волосистой, копытнем, звездчаткой дубравной, чистецом лесным, воронцом колосистым и сплошным покровом из неморальных зеленых мхов. Диаметр стволов старых елей в устьях оврагов достигает 70 см.
Сероольшаники влажнотравные с черемухой, местами с вязом встречаются в пойме реки Иночь и её ручьев-притоков. Здесь растут ольха серая, бузина обыкновенная, подрост вяза, ива пепельная, смородина чёрная, таволга, осока острая и береговая, двукисточник тростниковидный, щучка дернистая, дудник лесной, осока лисья, крапива двудомная, зюзник европейский, чистец болотный, колокольчик широколистный (редкий и уязвимый вид, не включенный в Красную книгу Московской области, но нуждающийся на территории области в постоянном контроле и наблюдении), пырейник собачий, паслен сладко-горький, лунник оживающий, некера перистая (два последних вида занесены в Красную книгу Московской области).
Пойменные луга долины реки Иночь в основном представлены кострецово-таволгово-крапивными и двукисточниково-таволговыми типами. На лугах высокой поймы доминирует овсяница красная и щучка дернистая, встречается ястребинка зонтичная, подмаренник мягкий, лютик едкий, чина луговая, колокольчики персиколистный, крапиволистный, пальчатокоренник Фукса и любка двулистная (последние четыре — редкие и уязвимые виды, не включенные в Красную книгу Московской области, но нуждающиеся на территории области в постоянном контроле и наблюдении).
Также на территории заказника произрастают пальчатокоренник мясо-красный, дремлик широколистный, купальница европейская, волчеягодник обыкновенный, или волчье лыко обыкновенное, гнездовка настоящая, земляника мускусная (редкие и уязвимые виды, не включенные в Красную книгу Московской области, но нуждающиеся на территории области в постоянном контроле и наблюдении).
В высоком травостое некоторых лугов принимают участие василистники светлый и простой, мята полевая, бутень Прескотта, купырь лесной, лопух большой, бодяк огородный, норичник шишковатый, колокольчик широколистный, окопник лекарственный, пырейник собачий, сныть обыкновенная (обильна), будра плющевидная, яснотка крапчатая. Изредка встречаются болиголов пятнистый, вероника длиннолистная, дрема двудомная, чистец лесной, щавель конский, пижма обыкновенная, тимофеевка луговая, одуванчик лекарственный.
Небольшие низинные осоковые болотца приурочены к старичным понижениям на высокой пойме реки Иночь. Кроме осок пузырчатой, острой и лисьей здесь растут таволга вязолистная, вейник сероватый, шлемник обыкновенный, подмаренник топяной, незабудка болотная, звездчатка болотная. По краям болот обильна щучка дернистая, мятлик обыкновенный, встречаются горицвет кукушкин, тысячелистник птармика и пальчатокоренник балтийский, или длиннолистный, занесенный в Красную книгу России и Красную книгу Московской области. Местами по берегам обилен белокопытник ложный.
Участок 3 (квартал 83 Порецкого участкового лесничества Бородинского лесничества) почти полностью занят хорошо сохранившимися старовозрастными лесокультурами лиственницы и сосны, созданными К. Ф. Тюрмером, с подростом ели и других пород деревьев. По краю квартала есть участки субнеморальных еловых, осиновых и березовых лесов.
На участке 4 представлены еловые и сосново-еловые леса с густым подростом ели, сосняки с единичной елью в первом ярусе и густым пологом из ели во втором древесном ярусе папоротниково-вейниково-разнотравные, парковые сосняки травяные, участки с сосново-еловыми, елово-сосновыми лесами на дерново-подзолистых почвах. По всему кварталу в составе растительных сообществ присутствуют одиночные деревья или группы старых лиственниц высотой до 40 м и диаметром ствола до 85-90 см, состояние деревьев хорошее, следы антропогенного влияния минимальны. Имеется также примесь широколиственных пород (дуб, ясень). В подлеске местами обильна лещина, в травостое часто встречаются виды дубравного широкотравья.
На участке 5 сохранились массивы старовозрастных лесокультур лиственницы, сосны и ели.
На участке 6 в квартале 121 Порецкого участкового лесничества Бородинского лесничества абсолютно преобладают старовозрастные культуры сосны, остальная площадь занята еловыми субнеморальными и таёжными лесами: кислично-чернично-папоротниковыми зеленомошными и кустарниковыми кислично-папоротниково-широкотравными на месте трансформированных старовозрастных сосновых и еловых посадок с лиственницей.
Участок 7 занят старовозрастными еловыми субнеморальными лесами, среди которых вкраплены участки ельников зеленомошных, осиновых и березовых производных сообществ. На большей части территории участка произрастают еловые таёжные и субнеморальные кислично-чернично-папоротниковые зеленомошные и кустарниковые кислично-папоротниково-широкотравные леса на месте трансформированных старовозрастных сосновых и еловых посадок с лиственницей. Местами лиственницы выпали из древостоя, но единичные сохранившиеся имеют значительный возраст.
В долине реки Колоповки есть березняки, осинники и заболоченные сероольшаники, где совместно с елью, березой и ольхой серой произрастает ольха чёрная, в том числе отдельные старые крупные экземпляры.
Часто встречаются еловые лесокультуры разного возраста. В таких насаждениях наблюдается поражение елей короедом-типографом, охватившее значительную площадь. В процессе распада погибшего древостоя образовались скопления упавших и уже гниющих стволов, вывалов, в образовавшихся окнах начался процесс естественного лесовосстановления. На участке выявлены места произрастания редких, охраняемых в Московской области растений и лишайников — печеночницы благородной, ветреницы дубравной, уснеи густобородой (нитчатой), а также гипогимнии трубчатой.
По неглубоким балкам и лощинам на участке развиты сырые влажнотравные еловые и осиновые леса с ольхой серой и сероольшаники таволговые.

### Фауна
Фауна позвоночных животных заказника отличается высоким видовым разнообразием. Этому способствует преобладание в составе растительности старовозрастных хвойных и хвойно-широколиственных насаждений разных типов. Несмотря на относительно небольшую площадь и удаленность участков заказника друг от друга, все его кластеры входят в состав одного крупного лесного массива, отличающегося достаточно высокой сохранностью, и потому сохраняют экологическое единство.
Всего на территории заказника удалось отметить пребывание 100 видов наземных позвоночных животных, в том числе 77 видов птиц, 16 видов млекопитающих, 6 видов земноводных, 1 вида пресмыкающихся. Основу фаунистического комплекса наземных позвоночных животных составляют типичные лесные виды, характерные для хвойных и хвойно-широколиственных насаждений Подмосковья.
В пределах участка 1 хорошо выделяются два зоокомплекса (зооформации): зооформация старовозрастных высокоствольных хвойных лесов, имеющих здесь преимущественно искусственное происхождение, и зооформация сырых и заболоченных мелколиственных лесов (сероольшаников и ивняков), приуроченных к пойме реки Песочни.
Зооформация старовозрастных хвойных лесов абсолютно преобладает на территории участка. Из млекопитающих здесь обычны лось, кабан, лесная куница, рыжая полевка, обыкновенная белка, заяц-беляк. Из птиц встречаются рябчик, канюк, тетеревятник, обыкновенная кукушка, вяхирь, желна, большой пестрый дятел, сойка, ворон, пеночка-теньковка, пеночка-весничка, зелёная пеночка, славка-черноголовка, крапивник, чёрный и певчий дрозды, зарянка, пухляк, московка, поползень, пищуха, чиж, снегирь; многочислен зяблик. Отмечена кедровка, занесенная в Красную книгу Московской области, а также редкие и уязвимые виды птиц, не включенные в Красную книгу Московской области, но нуждающиеся на территории области в постоянном контроле и наблюдении, — деряба, хохлатая синица. Из пресмыкающихся обычна живородящая ящерица, из земноводных — серая жаба.
К пойменным мелколиственным и кустарниковым насаждениям долины реки Песочни тяготеют дрозд белобровик, болотная камышевка, садовая славка, пеночка-трещотка, длиннохвостая синица, остромордая и травяная лягушки. Река во многих местах подпружена бобрами, что создает благоприятные условия для прудовых лягушек и крякв, привлекает на кормежку кабанов, лосей и зайцев.
Животный мир участка 2 в целом очень схож с описанным на участке 1. Здесь также преобладающая зооформация старовозрастных хвойных лесов, представленных в основном лесокультурами, сочетается с пойменным зоокомплексом вдоль реки Иночь.
В пойменных насаждениях вдоль реки Иночь встречаются малый пестрый, седой (занесен в Красную книгу Московской области) и белоспинный (редкий и уязвимый вид, не включенный в Красную книгу Московской области, но нуждающийся на территории области в постоянном контроле и наблюдении) дятлы, многочислен обыкновенный соловей. На рединах, полянах и пойменных лугах, по внешним и внутренним опушкам обитают обыкновенный еж, обыкновенная бурозубка, перепелятник, жулан, серая славка, серая мухоловка, обыкновенная горихвостка (редкий и уязвимый вид, не включенный в Красную книгу Московской области, но нуждающийся на территории области в постоянном контроле и наблюдении), зеленушка, черноголовый щегол, обыкновенная овсянка, охотится обыкновенный осоед (занесен в Красную книгу Московской области). Обычна зелёная жаба, занесенная в Красную книгу Московской области. Здесь же постоянно кормятся синантропные виды — чёрный стриж, воронок, деревенская ласточка, скворец, сорока.
На реке Иночь обитают бобры, по берегам реки встречаются американская норка, обыкновенный зимородок (занесен в Красную книгу Московской области), черныш и белая трясогузка. Значительная водная гладь расположенного ниже по течению пруда и обилие специально разводимой там рыбы привлекают сюда речную выдру, чёрного коршуна (оба вида занесены в Красную книгу Московской области), а в период сезонных миграций — даже скопу (вид занесен в Красные книги Российской Федерации и Московской области). Неоднократно отмечалось крупное водяное насекомое ранатра палочковидная — редкий и уязвимый вид, не включенный в Красную книгу Московской области, но нуждающийся на территории области в постоянном контроле и наблюдении. Во временных лужах у опушки леса встречается необычное ракообразное — щитень летний, занесенный в Красную книгу Московской области.
На участках 3—6 абсолютно господствует описанная выше зооформация старовозрастных хвойных лесов; фаунистический комплекс тут несколько обеднен за счет отсутствия опушечных и водно-болотных местообитаний. На участке 3 более ощутимо проявляется негативное антропогенное воздействие на животный мир со стороны примыкающего садоводческого некоммерческого товарищества — кроме обычных синантропных видов здесь отмечены бродячие беспородные собаки.
На участке 7 зоокомплекс преобладающих здесь темнохвойных лесов обогащен за счет заболоченных березняков и пойменных насаждений, связанных с верховьями реки Колоповки. Сказывается также относительная удаленность и труднодоступность участка. Из редких охраняемых видов тут отмечены обыкновенная рысь и речная выдра, занесенные в Красную книгу Московской области. Обычны американская норка и енотовидная собака, многочисленны лось и кабан, встречается кедровка. На территории участка в гнездовой период неоднократно фиксировался голос серого журавля (занесен в Красную книгу Московской области). На лесных опушках между деревнями Медведки и Рысиха в период кочевок зафиксирован серый сорокопут (занесен в Красную книгу Российской Федерации и Красную книгу Московской области), обычен тетерев (редкий и уязвимый вид, не включенный в Красную книгу Московской области, но нуждающийся на территории области в постоянном контроле и наблюдении).

## Объекты особой охраны заказника
Охраняемые экосистемы: старовозрастные культуры лиственницы, сосны, ели кислично-зеленчуковые и редкотравные; старовозрастные еловые чернично-папоротниково-зеленомошные и кислично-папоротниково-широкотравные леса со старыми лиственницами; пойменные сероольшаники влажнотравные; пойменные луга, низинные старичные болота, прибрежно-водная растительность рек и водоемов.
Места произрастания и обитания охраняемых в Московской области, а также иных редких и уязвимых видов растений, лишайников, грибов и животных, зафиксированных на территории заказника, перечисленных ниже.
Охраняемые в Московской области, а также иные редкие и уязвимые виды сосудистых растений:
- виды, занесенные в Красную книгу Российской Федерации и в Красную книгу Московской области, — пальчатокоренник балтийский, или длиннолистный;
- виды, занесенные в Красную книгу Московской области, — печеночница благородная, ветреница дубравная, лунник оживающий, некера перистая;
- редкие и уязвимые виды, не включенные в Красную книгу Московской области, но нуждающиеся на территории области в постоянном контроле и наблюдении, — колокольчики персиколистный, крапиволистный и широколистный, волчеягодник обыкновенный, или волчье лыко обыкновенное, дремлик широколистный, любка двулистная, пальчатокоренники Фукса и мясо-красный, купальница европейская, гнездовка настоящая, земляника мускусная.

Охраняемые в Московской области, а также иные редкие и уязвимые виды лишайников:
- виды, занесенные в Красную книгу Московской области, — рамалина мучнистая, уснея жестковолосатая, уснея густобородая (нитчатая), бриория волосовидная, бриория буроватая (сивоватая);
- редкие и уязвимые виды, не включенные в Красную книгу Московской области, но нуждающиеся на территории области в постоянном контроле и наблюдении, — гипогимния трубчатая.

Охраняемые в Московской области, а также иные редкие и уязвимые виды грибов (виды, занесенные в Красную книгу Московской области): ежовик коралловидный.
Охраняемые в Московской области, а также иные редкие и уязвимые виды животных:
- виды, занесенные в Красную книгу Российской Федерации и Красную книгу Московской области, — скопа (изредка на пролёте), серый сорокопут (на кочевках);
- виды, занесенные в Красную книгу Московской области, — обыкновенный осоед, чёрный коршун, серый журавль, обыкновенный зимородок, седой дятел, кедровка, речная выдра, обыкновенная рысь, зелёная жаба, щитень летний;
- редкие и уязвимые виды, не включенные в Красную книгу Московской области, но нуждающиеся на территории области в постоянном контроле и наблюдении, — тетерев, белоспинный дятел, обыкновенная горихвостка, деряба, хохлатая синица, европейская косуля, барсук, ранатра палочковидная.